# Mrežnica
Mrežnica je řeka v Chorvatsku a levostranný přítok řeky Korany. Je dlouhá 64 km a protéká Karlovackou župou. Řeka pramení ve vojenském újezdu Eugen Kvaternik na západě od města Slunj a ústí v Karlovaci do řeky Korany. Řeka protéká městem Duga Resa. Nachází se na ní několik říčních ostrovů, vodopádů a vodních elektráren.

## Sídla ležící u břehu řeky

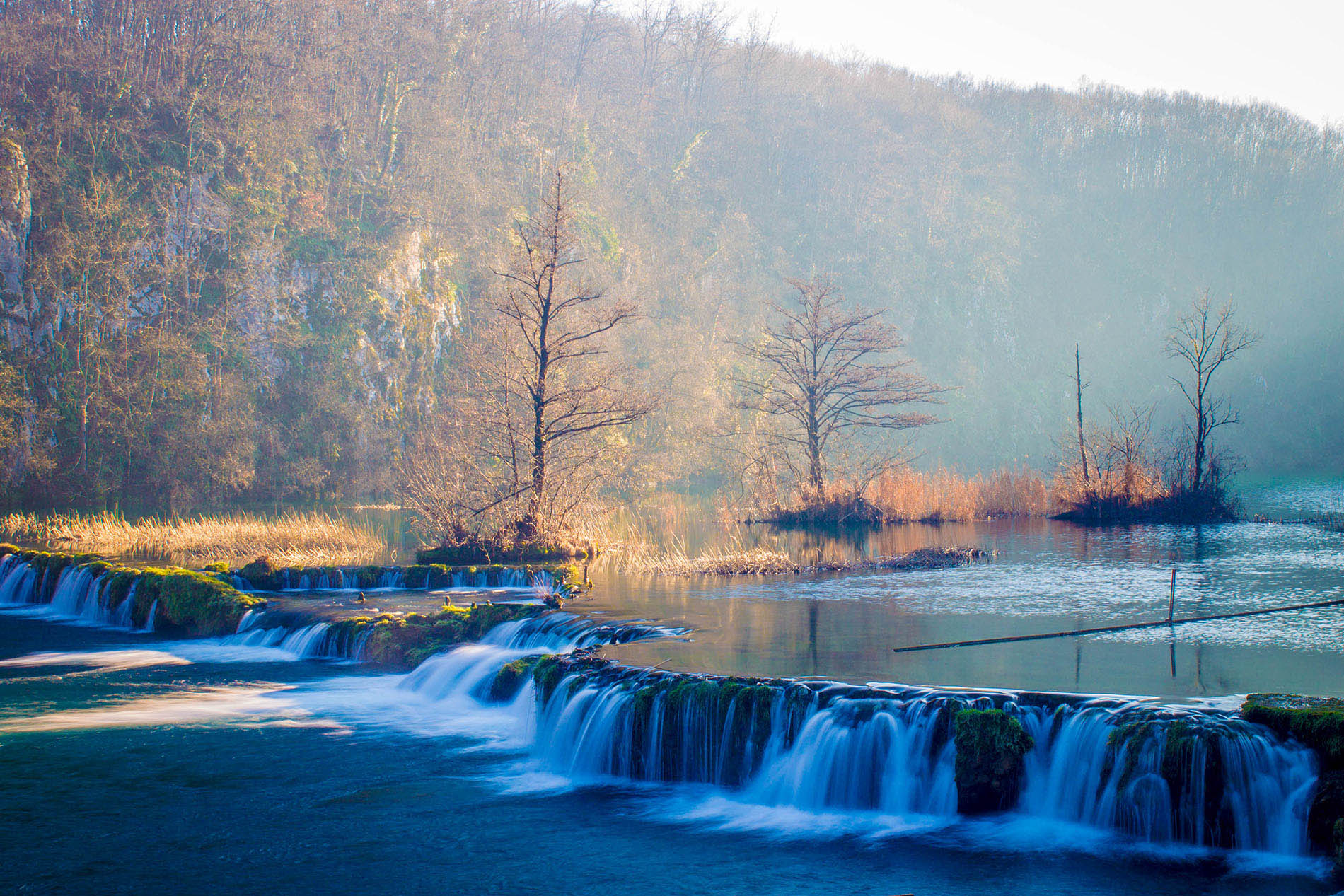
Vodopád Matakovićev slap

Gornje Primišlje, Mjesto Primišlje, Tržić Tounjski, Mala Kosa, Mrežnica, Svojić, Gaćeško Selo, Donje Dubrave, Mateško Selo, Dobrenići, Keići, Gornji Zvečaj, Jankovo Selište, Zvečaj, Gornje Bukovlje, Novo Brdo Mrežničko, Donji Zvečaj, Mihalić Selo, Cerovački Galovići, Venac Mrežnički, Mrežnički Novaki, Galović Selo, Belavići, Mrežničko Dvorište, Mrežničke Poljice, Mrežnički Brig, Sveti Petar Mrežnički, Šeketino Brdo, Mrežnički Varoš, Duga Resa, Donje Mrzlo Polje Mrežničko, Gornje Mrzlo Polje Mrežničko, Karlovac (Švarča, Turanj)

## Přítoky
Největším přítokem Mrežnice je řeka Tounjčica.